# Stefan Zawadzki
Stefan Zawadzki (ur. 15 grudnia 1946 w Jasieńcu) – polski historyk, profesor nauk humanistycznych, badacz dziejów Starożytnego Bliskiego Wschodu. Uczeń Julii Zabłockiej.

## Życiorys
Urodził się w Jasieńcu k. Wyszkowa. Studia historyczne ukończył w 1970 r. na Uniwersytecie im. Adama Mickiewicza w Poznaniu. W 1972 r. podjął pracę na tej uczelni pod opieką Julii Zabłockiej - prekursorki studiów nad starożytnymi dziejami Bliskiego Wschodu w poznańskim uniwersytecie. Całą karierę naukową przeszedł najpierw w Zakładzie Historii Starożytnej, a po jej podziale w drugiej połowie lat '90 XX wieku na część "antyczną" i "wschodnią", w Zakładzie Historii Wschodu Starożytnego Instytutu Historii Uniwersytetu im. Adama Mickiewicza. W 1977 r. uzyskał stopień doktora na podstawie rozprawy Ekonomiczne podstawy świątyni nowoasyryjskich (promotor: Julia Zabłocka), a w 1987 r. stopień doktora habilitowanego na podstawie rozprawy Upadek Asyrii a stosunki medyjsko-babilońskie w świetle kroniki Nabopolasara. W 1991 r. został mianowany na stanowisko profesorskie, w 1997 r. przyznano mu zaś tytuł naukowy profesora.

## Działalność naukowa
Jest specjalistą w zakresie historii Mezopotamii w I tysiącleciu p.n.e. Autor i tłumacz wielu publikacji na temat Wschodu Starożytnego. W swej pracy badawczej wykorzystuje głównie teksty babilońskie w języku akadyjskim. Jest profesorem zwyczajnym, pracuje w Instytucie Historii Uniwersytetu im. Adama Mickiewicza jako kierownik Zakładu Historii Wschodu Starożytnego oraz w Instytucie Historii i Stosunków Międzynarodowych Uniwersytetu Szczecińskiego jako kierownik Zakładu Historii Starożytnej. Autor haseł "Mezopotamia", "Persja", "Media", "Hetyci", "Huryci", "Urartu", "Izrael", "Nabuchodonozor II" i "Nabonid" w polskiej edycji encyklopedii Britannica. Laureat Fundacji na rzecz Nauki Polskiej w roku 2002 za pracę " Studia nad społeczeństwem i gospodarką Babilonii w II i I tysiącleciu przed Chrystusem (rola instytucji i podmiotów prywatnych)". Uhonorowany 28 września 2007 r. Nagrodą Ministra Nauki i Szkolnictwa Wyższego za Wybitne Osiągnięcia Naukowe oraz Naukowo-Techniczne w kategorii badań na rzecz rozwoju nauki za pracę o charakterze pionierskim poświęconą gospodarce świątynnej w starożytnej Babilonii, na podstawie pochodzących z Babilonii tabliczek w piśmie klinowym ze zbiorów British Museum. W latach 2006–2008 corocznie był uczestnikiem światowej konferencji asyriologicznej "Rencontre Assyriologique Internationale". Członek Collegium Invisibile.

## Przewody doktorskiewypromowane przez Zawadzkiego
- 2000: Administracja królewska w Mari na przykładzie zarządzania wełną i szatami (koniec XIX do I poł. XVIII w. p. Ch.), Jarosław Maniaczyk;
- 2000: Spółka kapitałowa i rolna w prawie i praktyce prawno-gospodarczej okresu starobabilońskiego, Witold Tyborowski;
- 2005: Archiwum Szaddinnu z rodu Belija'u. Działalność nowobabilońskiego przedsiębiorcy w świetle tekstów z Borsippy, Joanna Paszkowiak;
- 2005: Własność nieruchomości w syryjskim państwie Emar od XIV do XII w. p.n.e. w świetle umów alienacji nieruchomości, Lena Fijałkowska;
- 2008: Gospodarka hodowlana świątyni Ebabbar w Sippar w okresie nowobabilońskim i wczesnoperskim (626-484 p.n.e.), Radosław Tarasewicz;
- 2009: Gospodarka instytucjonalna w okresie starobabilońskim w świetle dokumentów sprawozdawczych i transferu dóbr, Marta Frąckowiak;

## Działalność polityczna
Związany z partią Prawo i Sprawiedliwość. Sygnatariusz szeregu listów wystosowanych do władz kraju, m.in. na rzecz budowy pomnika Lecha Kaczyńskiego i 95 ofiar katastrofy pod Smoleńskiem, przeciw stanowisku Senatu Uniwersytetu Warszawskiego podważającego konieczność lustracji pracowników szkolnictwa wyższego, przeciw nowelizacji ustawy o Instytucie Pamięci Narodowej, w obronie Centralnego Biura Antykorupcyjnego.
Został członkiem zarządu Akademickiego Klubu Obywatelskiego im. Prezydenta Lecha Kaczyńskiego w Poznaniu. Wszedł w skład komitetu wspierającego kandydaturę Karola Nawrockiego na prezydenta RP w wyborach w 2025.

## Odznaczenia
W 2021 został odznaczony Krzyżem Kawalerskim Orderu Odrodzenia Polski.

## Książki
- Podstawy gospodarcze nowoasyryjskiej świątyni, Poznań 1981.
- The Fall of Assyria and Median-Babylonian Relations in the Light of Nabopolassar Chronicle, Poznań-Delft 1988.
- [redakcja z J. Zabłocką] Šulmu IV: Everyday Life in the Ancient Near East, Papers presented at the International Conference, Poznań 19-22 September 1989, Poznań 1993.
- [redakcja] Xenia Posnaniensia (wspólnie z L. Mrozewiczem) - opracowanie zeszytów
- 'Mane, Tekel, Fares'. Źródła do dziejów Babilonii chaldejskiej, Poznań 1996. Ze studiów nad chronologią Babilonii (koniec VII - początek V w. przed Chr., Poznań 1996, 2 wyd. 1997.
- [redakcja] J. Wolski, Imperium Arsacydow, Poznań 1996.
- [Przekład z j. angielskiego] E. Lipiński, Języki semickie rodziny afroazjatyckiej. Zarys ogólny, Poznań 2001, s. 108.
- [Przekład z j. angielskiego] F. Joannès, Historia Mezopotamii w I. tysięcleciu przed Chrystusem, Poznań 2007.